# Ivan Langer
Pour les articles homonymes, voir Langer.
Ivan Langer, né le 1er janvier 1967 à Olomouc, est un homme politique tchèque.

## Biographie
Après avoir étudié la médecine à l'université Palacký d'Olomouc, il est diplômé en droit de la même université en 1998.
Il adhère au Parti démocratique civique (le plus grand parti de la droite tchèque) en 1991. Conseiller du ministre de la Justice de 1993 à 1996, il est élu en 1994 au conseil municipal d'Olomouc, et est élu en 1996 à la Chambre des députés tchèque, dont il sera un des vice-présidents de 1998 à 2006.
Vice-président du Parti démocratique civique, Ivan Langer y a été deux ans ombudsman de l'Intérieur. Après sa réélection à la chambre des députés en juin 2006, il a été nommé ministre de l’Intérieur, fonction qu'il occupe au sein du gouvernement de Mirek Topolanek. On considère Ivan Langer comme un proche du président Václav Klaus.
Ivan Langer est par ailleurs président du CEVRO, un think tank d'orientation libérale qui réfléchit notamment sur les questions européennes.
Ivan Langer est marié et père de deux enfants.